# Castelnau-d'Estrétefonds
Castelnau-d'Estrétefonds är en kommun i departementet Haute-Garonne i regionen Occitanien i södra Frankrike. Kommunen ligger i kantonen Fronton som tillhör arrondissementet Toulouse. År 2022 hade Castelnau-d'Estrétefonds 6 915 invånare.

## Befolkningsutveckling
Antalet invånare i kommunen Castelnau-d'Estrétefonds
Referens:INSEE